# Мерсье, Огюст
Огю́ст Мерсье́ (фр. Auguste Mercier; 8 декабря 1833, Париж — 3 марта 1921, Париж) — французский генерал, министр обороны Франции во времена дела Дрейфуса.
В 1888—1898 годы был депутатом, в 1894—1895 — военным министром в кабинете Дюпюи (с первого по третье правительство Дюпюи); при нём был осужден за измену капитан Дрейфус; позже был одним из видных вождей антидрейфусаров; с 1900 — сенатор. Состоял членом монархической политической организации «Аксьон франсез».